# La Gazeta de Santander
La Gazeta de Santander fue una publicación aparecida en Santander a principios de 1809, único año del que hay constancia de su publicación.
Esta publicación fue la primera aparecida en Cantabria, impresa por orden de las autoridades provinciales bajo la ocupación francesa. El segundo número del que se tiene constancia data del 23 de marzo de 1809, sin que haya seguridad de si hubo o no más números.
La Gazeta de Santander daba cuenta de las noticias generadas por la ocupación de la región por los ejércitos napoleónicos; una de esas noticias fue la publicación de la condena a muerte del obispo de Santander, Rafael Tomás Menéndez de Luarca, por traición y por ser enemigo de Francia y de España.
Esta publicación, aparecida diecisiete años después de la llegada de la imprenta a Cantabria (1792) es la primera de la que hay constancia en la región.